# Sudeten-Hauptwanderweg
Der Mieczysław-Orłowicz-Sudetenhauptwanderweg (pol. Główny Szlak Sudecki imienia Mieczysława Orłowicza, GSS) ist ein rot markierter Fernwanderweg in Polen, der von Świeradów-Zdrój nach Prudnik durch die interessantesten Teile der Sudeten führt.

## Geschichte
Am 24. Oktober 1947 legte die Sudetenkommission des Polnischen Tatravereins den Verlauf des Wanderweges fest. Ein Jahr später wurde mit den Markierungsarbeiten begonnen. Anlässlich des 100-jährigen Jubiläums des Tourismus in Polen 1973 hat die Bergwanderungskommission der Polnischen Touristik- und Landeskundegesellschaft PTTK den Sudeten-Hauptwanderweg nach Mieczysław Orłowicz benannt, in Anerkennung von dessen Beitrag zum Tourismus und zur Heimatkunde.

## Route

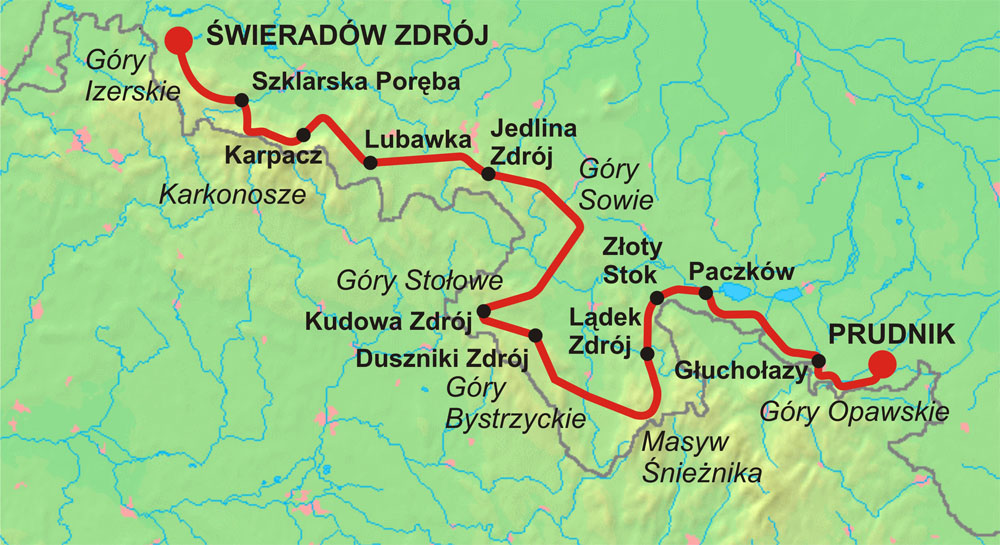
Sudeten-Hauptwanderweg auf der Reliefkarte

Im Laufe der Jahre hat sich die Route des Wanderweges geändert. Gegenwärtig beginnt er in Świeradów-Zdrój, führt durch das Isergebirge (Wysoka Kopa, 1126 m; Wysoki Kamień, 1058 m) nach Szklarska Poręba, dann durch das Riesengebirge (der Zackelfall, Hohes Rad – 1509 m, der Gebirgspass unter der Schneekoppe (Przełęcz pod Śnieżką – 1389 m)) nach Karpacz; weitere Etappen sind der Landeshuter Kamm (Skalnik, 945 m) nach Krzeszów, das Steinsgebirge (Góry Kamienne) und das Schwarzgebirge (Góry Czarne) nach Jedlina-Zdrój, das Eulengebirge (Wielka Sowa, 1015 m), der Silberbergpass, der sie vom Warthagebirge trennt. Weiter, durch Wambierzyce, führt der Wanderweg ins Heuscheuergebirge und in die Sudetenkurorte: Kudowa-Zdrój, Duszniki-Zdrój; danach durch das Adlergebirge und Habelschwerdter Gebirge, der Wilczki-Wasserfall, das Glatzer Schneegebirge, die Kühberge (Krowiarki), Lądek-Zdrój, das Reichensteiner Gebirge nach Paczków (hier endete er viele Jahre lang am Bahnhof) und weiter durch Kalkau (Kałków), Głuchołazy, das Zuckmanteler Bergland nach Prudnik.
Der Wanderweg umgeht einige wichtige sudetische Punkte, einschließlich die Gipfel der Schneekoppe und des Glatzer Schneeberg.
Die Länge des Wanderweges ist etwa 440 km und entspricht etwa 104 Stunden.

## Bergwandern
Der Wanderweg ist ganzjährig verfügbar, allerdings können einige Abschnitte wegen Lawinen-Gefahr (Riesengebirge) und gefährlichen Sümpfen (Heuscheuergebirge) geschlossen werden. Es gibt viele vom PTTK (Polnischer Touristenverein) verwaltete Berghütten. Die polnischen Berghütten sind verpflichtet, jeden, der keinen anderen Ort vor Sonnenuntergang finden kann oder im Notfall, unter einfachen Bedingungen unterzubringen.

## Fotos

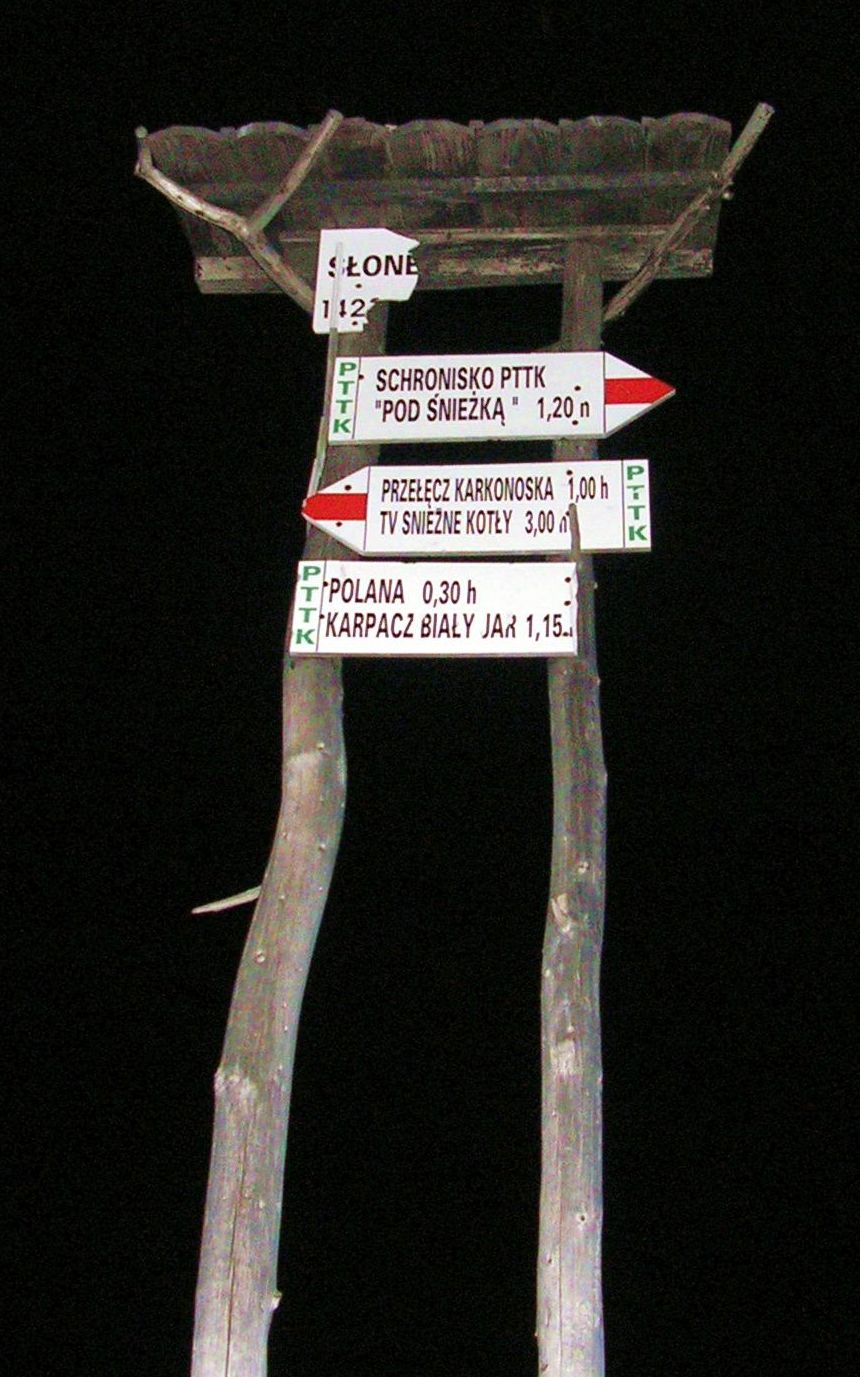
Wegweiser in Nähe der Felsgruppe Słonecznik (1423 m)
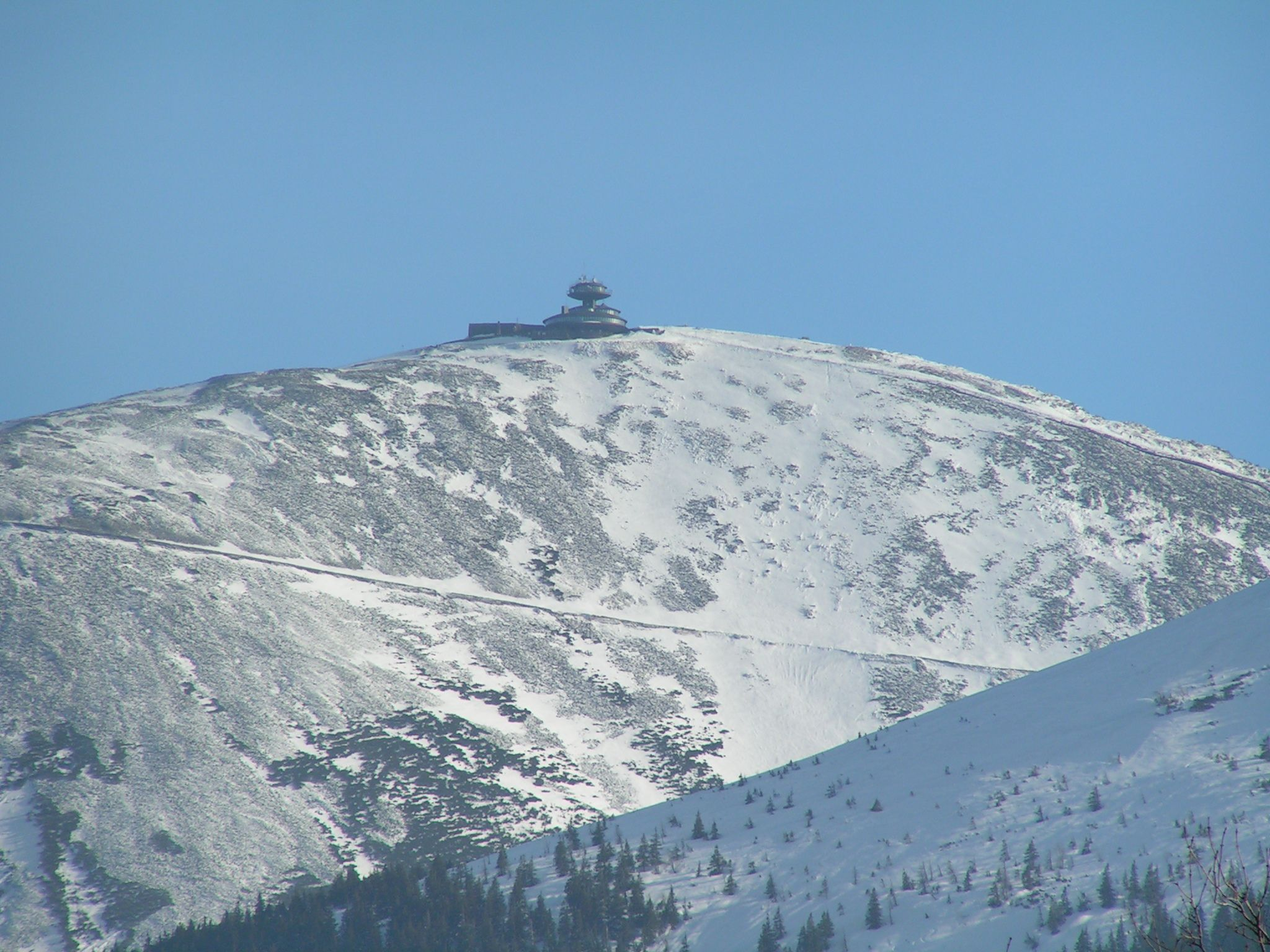
Schneekoppe (1602 m), der höchste Gipfel neben dem Wanderweg
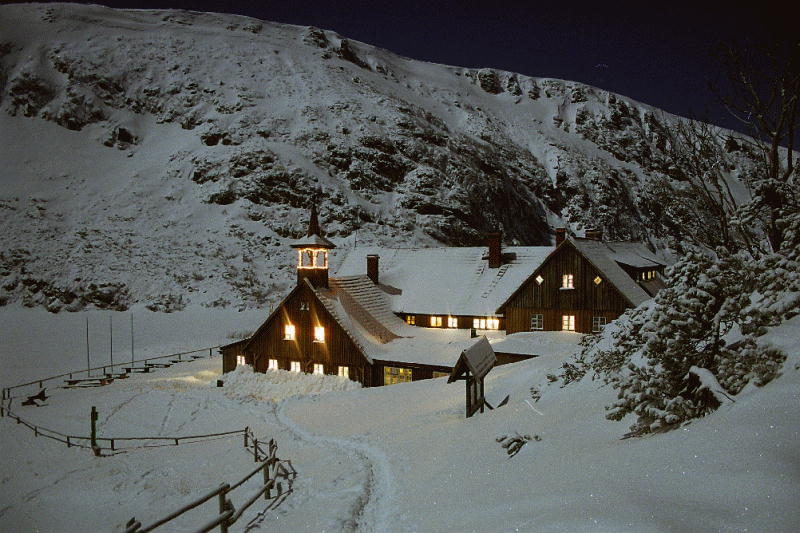
Samotnia, die Berghütte im Riesengebirge
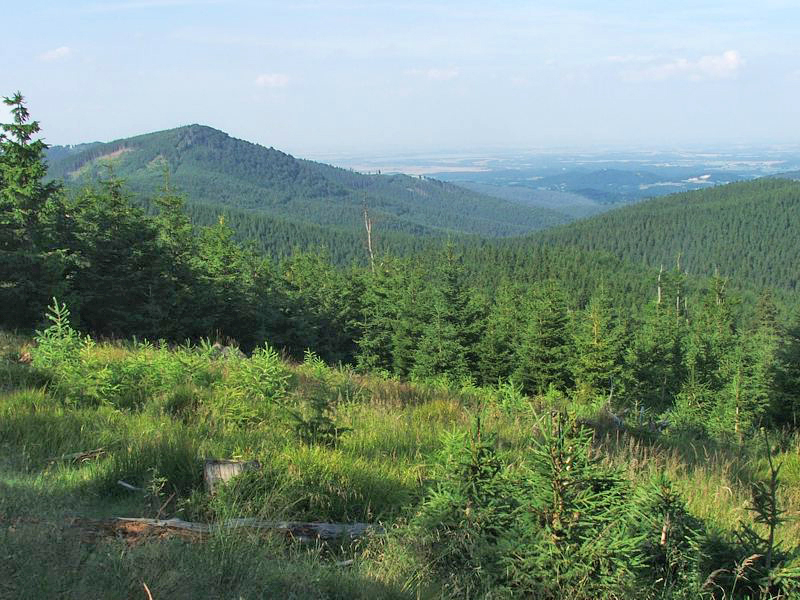
Reichensteiner Gebirge im östlichen Teil des Wanderweges

## Berghütten
- Heufuderbaude des PTTK auf Stóg Izerski (Schronisko na Stogu Izerskim)
- Berghütte Hochstein im Isergebirge (Schronisko Wysoki Kamień)
- Berghütte „Kamieńczyk“ (Schronisko „Kamieńczyk“)
- PTTK-Berghütte auf der Grenzwiese (Schronisko na Hali Szrenickiej)
- Reifträgerbaude (Schronisko Szrenica)
- PTTK-Berghütte „Unterm Veilchenstein“ (Łapski-Szczyt-Hütte)
- PTTK-Berghütte „Die Wiedergeburt“ (Schronisko „Odrodzenie“)
- Berghütte „Schlesierhaus“ (Schronisko Dom Śląski)
- PTTK-Berghütte „Samotnia“ (Schronisko „Samotnia“)
- PTTK-Berghütte „Strzecha Akademicka“ (Schronisko „Strzecha Akademicka“)
- PTTK-Berghütte „An der Kleinlomnitz“ (Schronisko „Nad Łomniczką“)
- Andreasbaude des PTTK (Schronisko „Andrzejówka“)
- PTTK-Berghütte „Zygmuntówka“ (Schronisko „Zygmuntówka“)
- Berghütte „Adler“ (Schronisko „Orzeł“)
- Berghütte „Eule“ (Schronisko „Sowa“)
- PTTK-Berghütte „Schäferin“ (Schronisko „Pasterka“)
- PTTK-Berghütte „Auf Großem Heuscheuer“ (Schronisko „Na Szczelińcu“)
- PTTK-Berghütte „Unterm Mufflon“ (Schronisko „Pod Muflonem“)
- PTTK-Berghütte „Orlica“ (Schronisko „Orlica“)
- PTTK-Berghütte „Jagodna“ (Schronisko „Jagodna“)
- Berghütte „Auf dem Spitziger Berg“ (Schronisko „Na Iglicznej“)
- PTTK-Berghütte „Auf dem Glatzer Schneeberg“ (Schronisko „Na Śnieżniku“)
- PTTK-Berghütte „Auf der Bischofskoppe“ (Schronisko „Pod Kopą Biskupią“)